# Свињски грип
Свињски грип је високо заразна болест коју узрокују различити сојеви вируса грипа. Инциденца овог обољења је висока међу свињама, али се само 1-4% случајева заврши смртним исходом. Епидемије међу свињама су релативно честе и углавном се јављају у јесен и зиму, па велики број држава спроводи рутинску вакцинацију. Понекад се инфекција може пренети са животиње на човека, па се повремено бележе случајеви обољевања људи. Од три рода вируса грипа (лат. Orthomyxoviridae) ендемичних за људе, два су такође ендемична за свиње: вирус грипа А и вирус грипа Б., али се сојеви откривени код људи и свиња ипак разликују.
Особе које раде са свињама и живином, посебно они људи који су свакодневно у контакту са овим животињама, могу бити заражене вирусом који након тога може да мутира у нову форму која се преноси са човека на човека. Верује се да су вируси одговорни за пандемију грипа A (H1N1) у 2009. години прошли кроз такве мутације.

## Класификација вируса
Узрочници свињског грипа се класификују или као вирус грипа Ц или као неки од подтипова вируса грипа А (H1N1,  или).